# Бардин, Дмитрий Юрьевич
Дми́трий Ю́рьевич Ба́рдин (19 апреля 1945, Москва — 30 июня 2017, Дубна) — советский и российский физик-теоретик, доктор физико-математических наук, профессор Московского государственного университета. Специалист в области физики элементарных частиц и прецизионных вычислений в рамках Стандартной модели.

## Биография
Отец — Юрий Алексеевич Бардин, выпускник Ленинградского строительного института, главный инженер Восточной водопроводной станции города Москва. Мать — Наталья Андреевна Бардина, выпускница химического факультета Ленинградского университета, химик-биолог.
В 1968 году с отличием окончил кафедру физики элементарных частиц физического факультета Московского государственного университета.
Работал в Объединённом институте ядерных исследований, г. Дубна, на должностях младшего, старшего, ведущего научного сотрудника, являлся руководителем сектора теоретической поддержки экспериментов научно-экспериментального отдела встречных пучков.
С 2009 по 2014 год читал для студентов Московского государственного университета им. М. В. Ломоносова курс лекций «Стандартная теория и прецизионные расчеты», курсы лекций «Радиационные поправки для экспериментаторов» в ЦЕРН и «Теория поля и Стандартная модель» на европейских школах по физике высоких энергий.
Его учителями были Самоил Михелевич Биленький и Бруно Понтекорво.
Кандидат физико-математических наук (1974), тема диссертации «Некоторые вопросы физики слабых взаимодействий». Научный руководитель — профессор С. М. Биленький.
Доктор физико-математических наук (2000), тема диссертации «Теоретическая поддержка экспериментов на ЛЕП по прецизионной проверке стандартной модели».
Жена — Анна Борисовна Бардина, врач. Дочь Мария — учитель французского языка. Сын Илья — сотрудник IT компании. 4 внука.

## Научная деятельность
Вначале научные интересы были связаны с упругим пион-электронным рассеиванием и редкими распадами пионов и каонов. Результаты научной работы по расчетам радиационных поправок были использованы в анализе данных советско-американской коллаборации по исследованию пионного электромагнитного форм фактора.
В дальнейшем научная деятельность была связана c феноменологией физики элементарных частиц, прецизионной физикой, вычислением электрослабых и КХД радиационных поправок
для экспериментов в NA4, BCDMS, NMC, CHARM-I, CDHSW, CHARM-II (по упругому рассеянию)
LEP1, LEP2, NLC, HERA, SPS и LHC.
Разработал универсальный ковариантный метод (метод Бардина-Шумейко) расчёта радиационных эффектов в квантовой теории поля.
Внес определяющий вклад в развитие техники вычисления радиационных поправок в рамках Стандартной модели. Разработал аппарат расчёта КЭД радиационных поправок к глубоко неупругому рассеянию заряженных лептонов и нейтрино на нуклонах и ядрах. Были написаны пионерские работы по перенормировкам, ставшие классическими.
Бардиным были изучены электрослабые радиационные поправки глубоко неупругого рассеяния в каналах нейтрального и заряженного токов, проделаны расчеты сечений глубоко неупругого рассеяния электронов на протонах порядка одной и двух петель КЭД; проведены исследования четырёх фермионных процессов в $e^+e^-$ аннигиляции; аналитически вычислены калибровочно-инвариантным образом QED радиационные поправки для $ W^+ W^-$; создана основа успешного проекта работы по реалистическому описанию пика Z-бозона описанию электрослабых однопетлевых поправок к распаду нейтрального векторного бозона (вместе с А. Ахундовым, Т. Риманном), а также описанию КЭД поправок в e+e- аннигиляции.
Результатом приложения этих работ было успешное сотрудничество в нескольких экспериментах в CERN: BCDMS, NMC, CHARM-I, CDHSW, а позже с CHARM-II по упругому электрон-электронному рассеянию.
В восьмидесятые годы Бардиным был заложен фундамент долгосрочного сотрудничества между ОИЯИ и DESY, который позже стал известен как Dubna-Zeuthen Radiative Correction Group (DZRCG).
В 1987—1989 годы научная деятельность Бардин была посвящена физике LEP1. Группа DZRCG приняла участие в Рабочем Совещании в 1989 «Z-Physics at LEP1». Бардин прочитал курс лекций «Радиационные поправки для экспериментаторов» в CERN. В 1994—1995 годах Бардин совместно с профессорами В. Холликом и Дж.-П. Пассарино в рамках проекта LEP1 координировал работу Precision Calculation Working Group в CERN. Эта группа подготовила и опубликовала отчёт для CERN LEP1, который содержит анализ точности расчётов наблюдаемых на Z-резонансе. В этот период был создан код TERAD91, который позже использовался для анализа первых данных детекторов HERA. В это время Бардин работал несколько месяцев в DESY (Гамбург и Цойтен), а также в теоретическом отделе CERN. В течение трёх лет, с 1991 по 1994 год, Бардин участвовал в теоретической поддержке эксперимента DELPHI в CERN.
Для LEP2 и NLC, вместе c коллегами Бардин провёл исследование четырёхфермионных процессов в e+e- аннигиляции. Аналитически были вычислены калибровочно-инвариантным образом QED радиационные поправки для W+W-. Бардин был лидером рабочей группы по генераторам событий для процессов СМ в LEP2 в 1995.
В 90-х годах Д. Ю. Бардин в сотрудничестве с коллегами успешно вычислил электрослабые поправки для глубоконеупругого e-p рассеяния ускорителя HERA.
Был создан программный продукт HECTOR — для расчёта сечений глубоконеупругого рассеяния электронов на протонах для ускорителя HERA. Этот проект включает в себя модельно-независимые вычисления радиационных поправок для ускорителя HERA в различных переменных для каналов нейтрального и заряженного токов в области неполяризованного и поляризованного глубоконеупругого рассеяния ep рассеяния.
База известного проекта ZFITTER создана с 1984 по 1986 год. Классические работы Бардина по реалистическому описанию Z-пика, описанию электрослабых однопетлевых поправок к распаду нейтрального векторного бозона, а также описанию QED поправок в e+e- аннигиляции легли в основу проекта ZFITTER. Проект ZFITTER стал основным кодом LEP для анализа данных LEP1 и LEP2. Одним из лидеров проекта был Д. Ю. Бардин. Огромный труд по поддержке кода, как с точки зрения физики, так и по программированию лежал на его плечах более 25 лет. Бардин активно участвовал в работе двух LEP2MC Workshop. Теоретическая поддержка по предсказанию массы топ кварка и массы бозона Хиггса была проделана с помощью ZFITTER. В Нобелевской лекции 2013 года Питера Хиггса был показан фит мировых данных по теоретическому предсказанию массы бозона Хиггса, построенный на основе ZFITTER. До сих пор ZFITTER является базовым программным продуктом коллабораций ATLAS и CMS.
Работал по приглашению в крупнейших научных центрах и университетах мира: DESY (Цойтен, Гамбург), Турин, теоретический отдел ЦЕРН, был участником коллабораций DELPHI(LEP), ALTAS (LHC— пакет для теоретической поддержки экспериментов).
Коллеги: Торд Риманн, Ахундов А.A., Христова П. Х., Риманн С., Захвиц М., Калиновская Л. В., Бондаренко С.Г, Нанава Г., фон Шлиппе В. Б., А. Б. Арбузов, Андонов A., Румянцев Л. А., Садыков Р. Р.
Разработал специальные программы для прецезионного моделирования структуры адронов при сверхвысоких энергиях:
- ZFITTER — мощный пакет для анализа данных LEP, LHC;
- DIZET — пакет библиотеки
- DISEP — пакет библиотеки
- muela — пакет для теоретической поддержки экспериментов по упругому поляризованному µe рассеянию;
- GENTLE — пакет для теоретической поддержки экспериментов
- пакет для фоновых 4-фермионных процессов, сопутствующих процессам рождения WW, ZZ и ZH (для анализа данных LEP);
- HECTOR и polHECTOR — для расчета сечений глубоконеупругого рассеяния электронов на протонах для ускорителя HERA. Модельно-независимые вычисления радиационных поправок для ускорителя HERA в различных переменных для каналов нейтрального и заряженного токов в области неполяризованного и поляризованного глубоконеупругого рассеяния $ep$ рассеяния;
- sanc, mcsanc — пакет и интегратор для теоретических предсказаний для многих процессов высокоэнергетических взаимодействий фундаментальных частиц на однопетлевом уровне точности вплоть до четырёхчастичных процессов (ATLAS, LHC).